# Мелитело (Катанцаро)
Мелитело је насеље у Италији у округу Катанцаро, региону Калабрија.
Према процени из 2011. у насељу је живело 75 становника. Насеље се налази на надморској висини од 603 м.